# Unión Deportiva Pájara Playas de Jandía
La Unión Deportiva Pájara Playas de Jandía és un club poliesportiu canari de la ciutat de Pájara a Fuerteventura. A més del futbol té seccions d'atletisme, lluita canària, bodyboard i tennis.

## Història

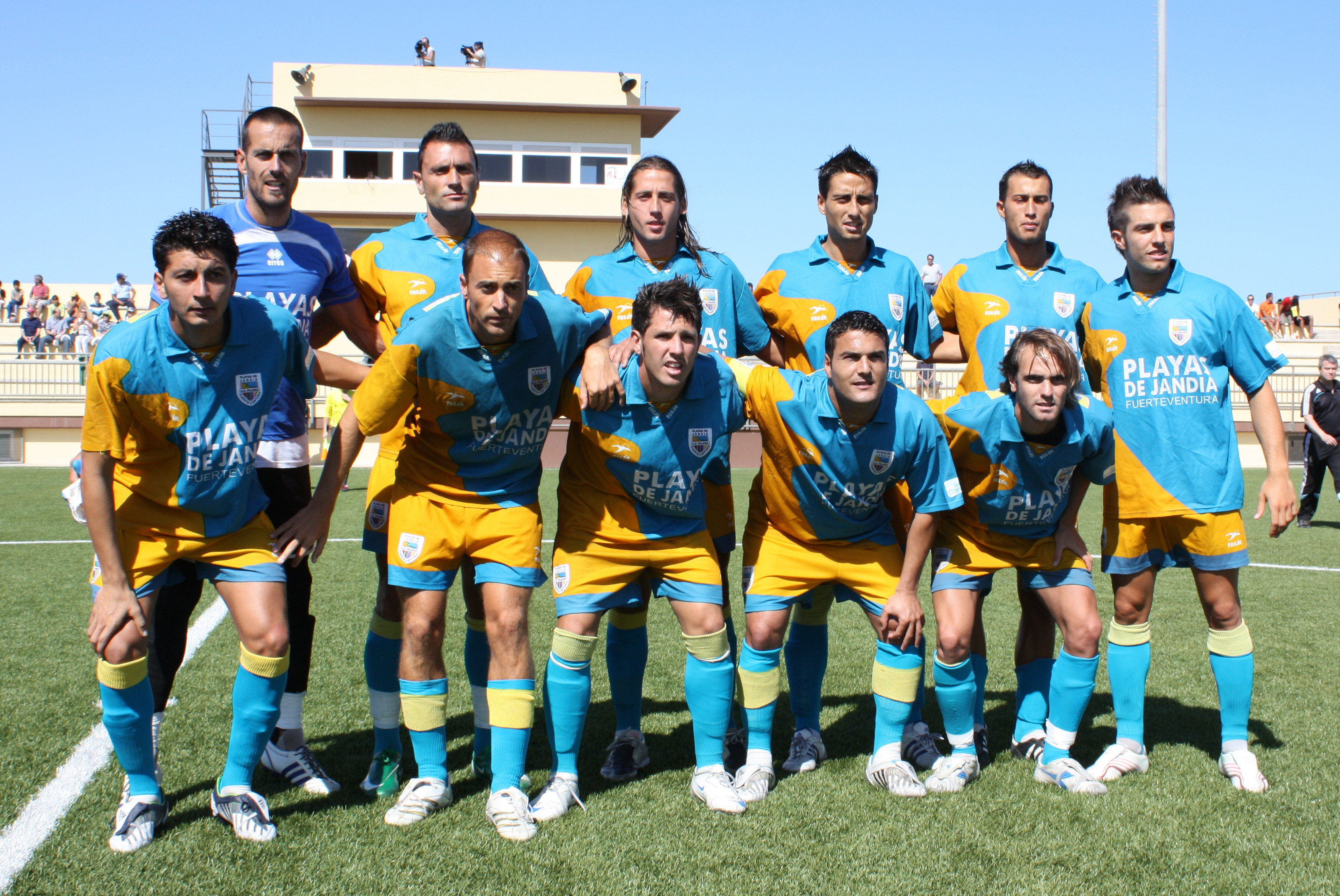
Equip de la UDP Playas de Jandía

El club neix l'estiu de 1996 com a resultat de la fusió de diversos clubs al voltant de la Unión Deportiva La Pared (club fundat el 1975), a més dels clubs Unión Deportiva La Lajita, Club Atlético Pájara i Unión Deportiva Jandía (els dos darrers posteriorment abandonaren el projecte); el club de lluita canària de Morro Jable i l'Escola d'atletisme de Morro Jable. La unió fou tutelada per l'ajuntament del municipi i el nom de Playas de Jandía fou afegit amb l'objectiu de promoure el turisme.
La temporada 2003/04 fou la seva millor temporada de la història, ja que es classificà segon al seu grup de la Segona Divisió B. La temporada 2007/08 el club afronta la seva desena temporada consecutiva a Segona B.

## Trajectòria esportiva
| Temporada | Lliga (Nivell)     | Pos. | Copa del Rei     |
| --------- | ------------------ | ---- | ---------------- |
| 1996-97   | 3a Divisió         | 4t   | No participà     |
| 1997-98   | 2a Divisió B (III) | 8è   | No participà     |
| 1998-99   | 2a Divisió B (III) | 15è  | No participà     |
| 1999-00   | 2a Divisió B (III) | 10è  | No participà     |
| 2000/01   | 2a Divisió B (III) | 6è   | No participà     |
| 2001/02   | 2a Divisió B (III) | 14è  | Primera ronda    |
| 2002/03   | 2a Divisió B (III) | 8è   | No participà     |
| 2003/04   | 2a Divisió B (III) | 2n   | No participà     |
| 2004/05   | 2a Divisió B (III) | 15è  | Ronda preliminar |
| 2005/06   | 2a Divisió B (III) | 12è  | No participà     |
| 2006/07   | 2a Divisió B (III) | 16è  | No participà     |
| 2007/08   | 2a Divisió B (III) | 9è   | No participà     |
| 2008/09   | 2a Divisió B (II)  | 18è  | No participà     |

## Dades del club
- Temporades a Primera divisió: 0
- Temporades a Segona divisió: 0
- Temporades a Segona divisió B: 11
- Temporades a Tercera divisió: 1
- Millor posició a la lliga: 2n (a 2a B, temporada 03-04)
- Pitjor posició a la lliga: 18è (a 2a B, temporada 08-09)